# Anna-Lisa Sahlström
Anna-Lisa Sahlström, född 29 november 1942 i Vasa, är en finlandssvensk författare och journalist. 
Sahlström var 1962–1963 och 1964–1984 verksam som reporter vid Vasabladet, där hon utvecklade en personlig, impressionistisk berättarstil. Ett liknande grepp använder hon också i sitt dokumentärt betonade författarskap med inriktning på människor och företeelser inom österbottnisk och finländsk arbetarrörelse. Arbetarstaden (1975), ett försvar för en ursprunglig trähusmiljö, följdes av bland annat De rödas gård (1981), en historik över Folkets hus i Vasa, och Och visslan skrek – en berättelse om tobaksänglar (1992). Ett vidare nationellt perspektiv anlägger hon i En såg sig om och vände (1995), som handlar om den röda regeringen 1918, och Mordet på kören (2003). Hellis folk (1979) är ett engagerat försvarstal för romerna i Finland. Hennes prosa kännetecknas av livfull dialog, där dokumentära fakta ur finländsk närhistoria förenas med berättarröstens subjektiva reflektioner. Hon tilldelades Längmanska kulturfondens Finlandspris till finlandssvenska författare 1994. Hon fick Choraeuspriset av Olof och Siri Granholms stiftelse år 2000 .